# 유열
유열(柳列, 1961년 1월 12일~)은 대한민국의 가수이자 어린이 및 가족 뮤지컬 프로듀서이다. 대표곡으로는 《지금 그대로의 모습으로》, 《가을비》, 《이별이래》, 《하늘을 닮은 그대에게》, 《단 한번만이라도》, 《화려한 날은 가고》, 《어느날 문득》, 《그 여름》, 《사랑의 찬가》 등이 있다.

## 생애
1961년 1월 12일 대한민국 서울특별시 은평구 갈현동에서 무매독자 외동아들로 태어났다. 서울갈현초등학교, 대성중학교, 대성고등학교를 졸업하고 한국외국어대학교에서 무역학을 전공. 고려대학교 문화예술 최고위과정수료 1986년 12월 19일 제10회 MBC 대학가요제에서 지금 그대로의 모습으로라는 노래로 대상을 수상하면서 음악계에 데뷔하였다. 그 후 1989년까지 매년 한국방송·문화방송의 연말 10대가수로 선정되는 등 큰 인기를 누렸다. 1996년 대한민국 동요대상,동요를 사랑한 가수상 수상
1994년부터 2007년까지 KBS 2FM에서 유열의 음악앨범을 진행했었다.
최수종, 신애라, 조승우 등 연예인들이 읽어주는 오디오 북을 만드는 사업도 진행했었다. 2007년 한국여성장애인연합의 제1대 홍보대사가 되었다.
직접 제작한 어린이 뮤지컬 《브레멘 음악대》는 현재까지 70만명 관객돌파 흥행뮤지컬로 자리매김하고 있고 2009년에는 독일 브레멘주정부 초청공연,2011년 8월중국 상해 국제 아동극 페스티벌에 개막작으로 선정된 바 있다.
2014년 제3회 예그린어워드에서 한해 가장 우수한 아동 청소년 창작뮤지컬 작품상인'아시테지상'을 수상하였다.
2010년 제 1회 대한민국 대중문화예술상 한국콘텐츠진흥원장 표창을 받았다.
2012년 6월에는 15살 연하의 아내 배서윤씨와 결혼을 하였고, 이듬해 2월 아들 유정윤이 태어났다.

## 경력
- (주)유열컴퍼니 대표이사
- 사회복지법인 나눔인터내셔널 친선대사
- 한국 여성장애인연합 홍보대사
- 복권기금 문화나눔 홍보대사
- 착한저작권 굳"C" 공동위원장
- 대한가수협회 부회장
- 한국음악실연자연합회 이사

## 학력
- 서울갈현초등학교 졸업
- 대성중학교 졸업
- 대성고등학교 졸업
- 한국외국어대학교 무역학과 학사

### 비학위 수료
- 고려대학교 언론대학원 문화예술최고위과정 수료

## 인간 관계
이수만, 이문세와 셋이서 당대 발라드를 주름잡은 이른바 '마삼 트리오'로 유명했는데 셋 다 인상이 말(馬)상이었기 때문이었다. 이를 계기로 셋은 친분이 생겼고 그 때로부터 현재까지 주기적으로 모임을 가지고 있다.
前 문화방송 기자인 최일구와는 고등학교 동창이다.

## 음반
- 1집(1987년) - 〈이별이래〉, 〈가을비〉 (1987.06.25)
- 2집(1988년) - 〈하늘을 닮은 그대에게〉, 〈화려한 날은 가고〉 (1988.08.05)
- 3집(1989년) - 〈에루화〉 (1989.10.01)
- 4집(1990년) - 〈어느날 문득〉
- 5집(1993년) - 〈처음 사랑〉
- 6집(1997년) - 〈나만의 그대 그대만의 나〉
- 7집(1998년) - 〈겨울 채비〉
- 2005년 - 베스트 앨범
- 2006년 - 〈Always on my mind〉 , 〈Try to remember〉 (다른 음악가의 팝 및 재즈 곡들을 다시 부른 리메이크 음반이다.)

## 기타 활동

### 출연한 뮤지컬
- <하늘을 나는 양탄자>
- <요셉 어메이징 드림코트>
- <빠담빠담빠담>
- <바리,잊혀진 자장가>

### 제작한 뮤지컬
- 2006년 어린이 뮤지컬 <브레멘 음악대>
- 2011년 뮤지컬 <수궁 Fantasy>

### 드라마
- 〈겨울연가〉
- 〈천생연분〉

### 영화
- 〈유열의 음악앨범〉

### 광고
- 문화연필, 볼펜
- 현대자동차 엑센트 - 전혜진, 이문세, 이수만과 같이 출연
- 에드윈
- 코카콜라 노래

### 내레이션
- 〈MBC 프라임〉 유구천에는 황금붕어가 산다 - 내레이션
- 〈다큐멘터리 3일〉

### 방송
- 1996년 2월 7일 KBS2 <가족오락관> (587회)
- 2010년 10월 23일 <생방송 브라보 나눔로또> (412회)

### 라디오
- 1994년 10월 1일 ~ 2007년 4월 15일 KBS 쿨FM 《유열의 음악앨범》
- 2015년 EBS FM 《EBS 책 읽는 라디오 낭독 시리즈》
- 2016년 1월 18일 ~ 2017년 2월 5일 KBS 해피FM 《매일 그대와 유열입니다》